# Voskhod-programmet
Voskhod-programmet (Russisk:Восход, kan oversættes til "opgående") var et bemandet sovjetisk rumprogram. Voskhod var både en efterfølger til Vostok-programmet og et genbrug af komponenter efterladt efter de sidste seks flyvninger i dette blev aflyst. De to missioner, der fløj, benyttede Voskhod-kapslen og Voskhod-raketten.

## Design
Voskhodflyvningerne var, set i bakspejlet, udelukkende rettet mod at sætte sovjetiske rekorder i rumfart. Disse resultater blev opnået ved at reducere sikkerhed og stabilitet om bord på fartøjerne. Voskhod-fartøjet var grundliggende et Vostok-fartøj, hvor der var tilføjet en reserveretroraket på toppen af landingsmodulet. Kapslens større vægt blev muliggjort af forbedringer på løfteraketten, der var en videreudvikling af R-7 Semjorka. Katapultsædet var blevet fjernet, og to eller tre siddepladser blev tilføjet i en vinkel, der var drejet 90° i forhold til på Vostok-fartøjet. Instrumentpanelets placering var dog ikke ændret, så besætningen måtte bøje deres hoveder 90 grader, for at se instrumenterne. I Voskhod 2s tilfælde var der også tilføjet en oppustelig luftsluse på landingsmodulet modsat indgangslugen. Efter at være brugt til rumvandringen blev luftslusen frakoblet rumkapslen. Der var også tilføjet en bremseraket til faldskærmslinerne for at give en blødere landing. Dette var nødvendigt, fordi besætningen stadig var inde i fartøjet, når det ramte jorden. Vostok-kosmonauterne skød sig ud med katapultsæde før landingen. Der var ingen mulighed for, at besætningen kunne slippe ud i tilfælde af problemer i forbindelse med opsendelse eller landing.

## Flyvninger
Voskhodflyvningerne, med deres opsendelsesdatoer, var:
- Kosmos 47 – 6. oktober 1964. Ubemandet testflyvning.
- Voskhod 1 – 12. oktober 1964. Første rumflyvning med mere end én person om bord.
  - Vladimir Komarov (testpilot), Konstantin Feoktistov (civilingeniør) og Boris Jegorov (læge).
- Kosmos 57 – 22. februar 1965. Ubemandet testflyvning, mislykket.
- Voskhod 2 – 18. marts 1965. Første rumvandring.
  - Pavel Beljajev (kaptajn) og Aleksej Leonov (rumvandrer).
- Kosmos 110 – 16. marts 1966 Ubemandet, sendte to hunde, Veterok og Ugoljok, på en 22 dages flyvning.

Planlagte, men aflyste flyvninger:
- Voskhod 3 – 19 dages mission for at studere vægtløshed over en længere periode
- Voskhod 4 – 20 dages mission for at studere vægtløshed over en længere periode
- Voskhod 5 – 10 dages flyvning med et mandskab bestående udelukkende af kvinder
  - Valentina Ponomarjova (kaptajn) og Tatjana Kuznetsova
- Voskhod 6 – flyvning for at teste et nyt rumvandringsbælte til jetstyring

## Resultater
Hvor Vostok-programmet mere var dedikeret mod forståelse af rumrejsers og vægtløshedens indvirkninger på den menneskelige krop, var Voskhods to flyvninger mere rettet mod at sætte spektakulære rekorder. Selvom den største bedrift i programmet blev den første rumvandring, var det oprindelige hovedmål med programmet at komme USAs Gemini-program i forkøbet, som det første til at sende et rumfartøj med flere personer om bord i kredsløb. Da begge mål var opfyldt, blev programmet stoppet. Dette fulgte et skifte i den sovjetiske ledelse, der var mindre optagede af prestigeflyvninger og tillod de sovjetiske designere at koncentrere sig om Sojuz-programmet.